# Walter Moers
Walter Moers (født 24. maj 1957, Mönchengladbach, Tyskland), er en af de mest velkendte og succesfulde tyske tegneserieskabere og forfattere.